# Ангеляткова наука
«Ангеляткова наука» — це журнал, що призначений для розвитку і навчання малюків 3-6 років у формі гри. 
12 номерів журналу забезпечують всебічну підготовку до школи, успішне виконання тестів. Журнал підготовлено дитячими психологами та фахівцями дошкільного виховання згідно з державною програмою з дошкільної підготовки, затвердженою Міносвіти України.
Школа — це дуже складний час для маленької людини, і обов'язок батьків — допомогти їй підготуватися до важливих змін в її житті. «Ангеляткова наука» стане для батьків найпершим помічником. Дванадцять номерів журналу нададуть усі необхідні для дошкільної підготовки знання і вміння, навички з читання, письма, рахунку. Читаючи дитині цей журнал, виконуючи разом з нею завдання, батьки зможуть виявити сильні й слабкі сторони своєї дитини, а журнал допоможе її гармонійному розвитку.
Рубрики журналу «Ангеляткова наука»:
- «Ангеляткова абетка»,
- «Літери, букви, звуки»,
- «Завдання для вправляння»,
- «Математична сторінка»,
- «Малюємо разом»,
- «Цікавинки»,
- «Загадки»,
- «Майструємо разом» тощо.

Супутній журнал — «Ангелятко».
Електронна адреса журналу: www.angelyatko.com.ua
Форум читачів за адресою: http://www.angelyatko.com.ua/forum%5Bнедоступне+посилання+з+червня+2019%5D [недоступне посилання з червня 2019]